# Bihać
Bihać és una ciutat situada al nord-oest de Bòsnia i Hercegovina que tenia 61.035 habitants el 2007. Hi va ser fundada una universitat el 1998.

## Història
Raetinium (avui Golubić a una desena de quilòmetres de Bihać) era una ciutat romana. El nom de Bihać va aparèixer per primera vegada l'any 1260 sobre un acte de donació del rei Bela IV d'Hongria d'Arpades al monestir cistercenc de Topusko prop de Zagreb.
A l'edat mitjana, Bihać és una ciutat del Regne de Croàcia. El seu nom en antic croat significa el feu reial. Després de la pèrdua de Jajce, Bihać, va ser l'última ciutat croata que va caure sota el domini otomà, domini que va durar més de 4 segles. Després formarà part del pachalik bosni.
El 1878, durant el congrés de Berlín, l'Àustria-Hongria obté el dret d'ocupar Bòsnia. Bihać va resistir als soldats austro-hongaresos durant més de 20 dies però el 19 de setembre de 1878, va ser conquerida. Durant aquest domini que va durar fins a 1914, la ciutat va conèixer un gran desenvolupament urbanístic: pla de regulacions, instal·lacions de canalitzacions i de l'electricitat.
Entre les dues guerres mundials, va formar part del Regne de Iugoslàvia i després de la Segona Guerra Mundial de la República Federal Socialista de Iugoslàvia (SFRY). Durant la guerra, va ser el cor de la zona de resistència que es coneixia amb el nom de República de Bihać.